# 川西阔蕊兰
川西阔蕊兰（学名：Peristylus neotineoides）为兰科阔蕊兰属下的一个种。

## 扩展阅读
- 維基物種上的相關：川西阔蕊兰